# Lisowczycy

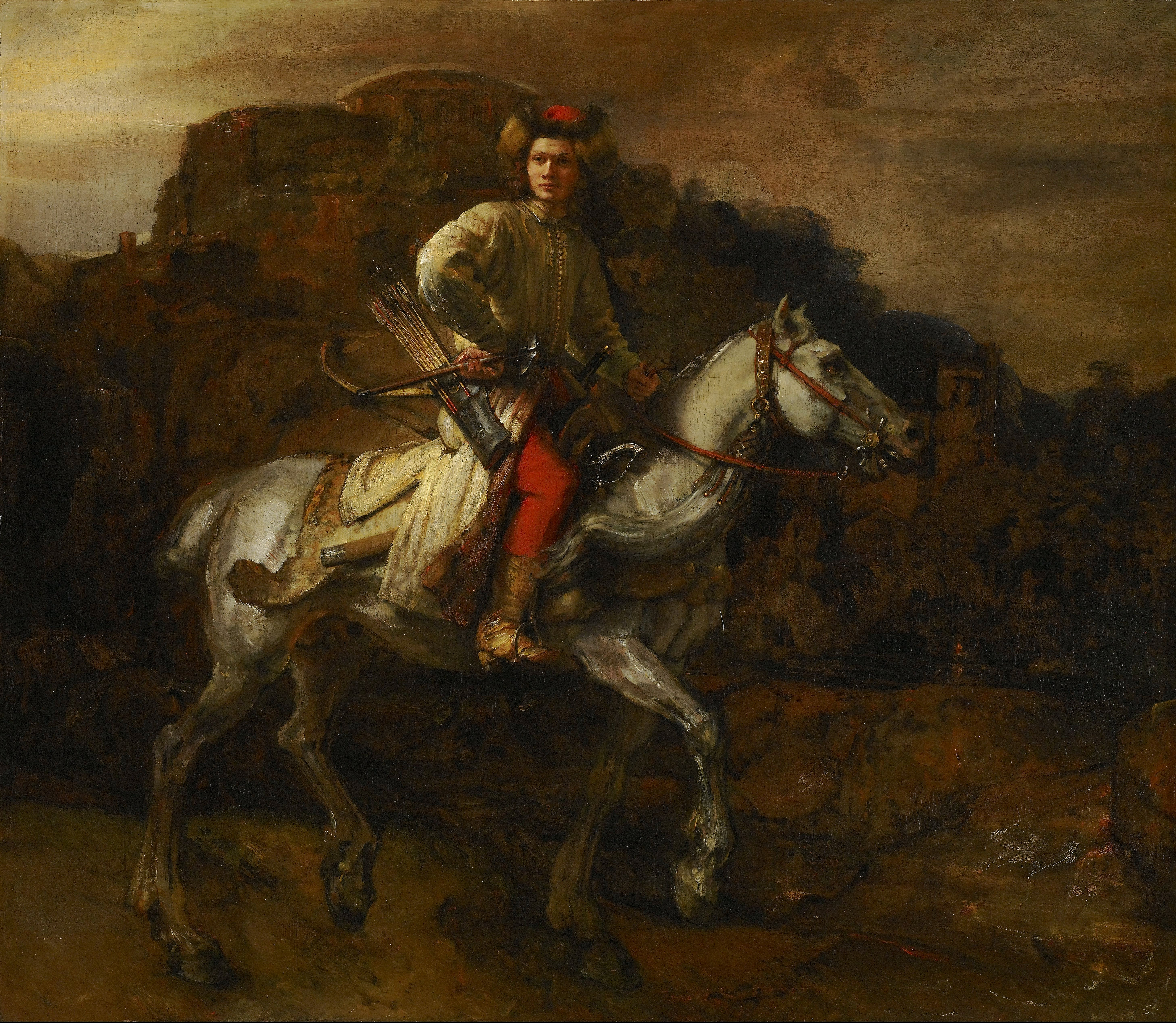
El jinete polaco de Rembrandt. Un Lisowczyk es el protagonista de esta gran obra del maestro holandés. Los historiadores del arte actuales consideran que se trata de un retrato del Gran Canciller de Lituania Marcjan Aleksander Oginski, hecho alrededor de 1655. Éste tuvo poco que ver con la Lisowczycy, aunque su indumentaria es similar a la que llevaban los Lisowczyk de 30 años antes.

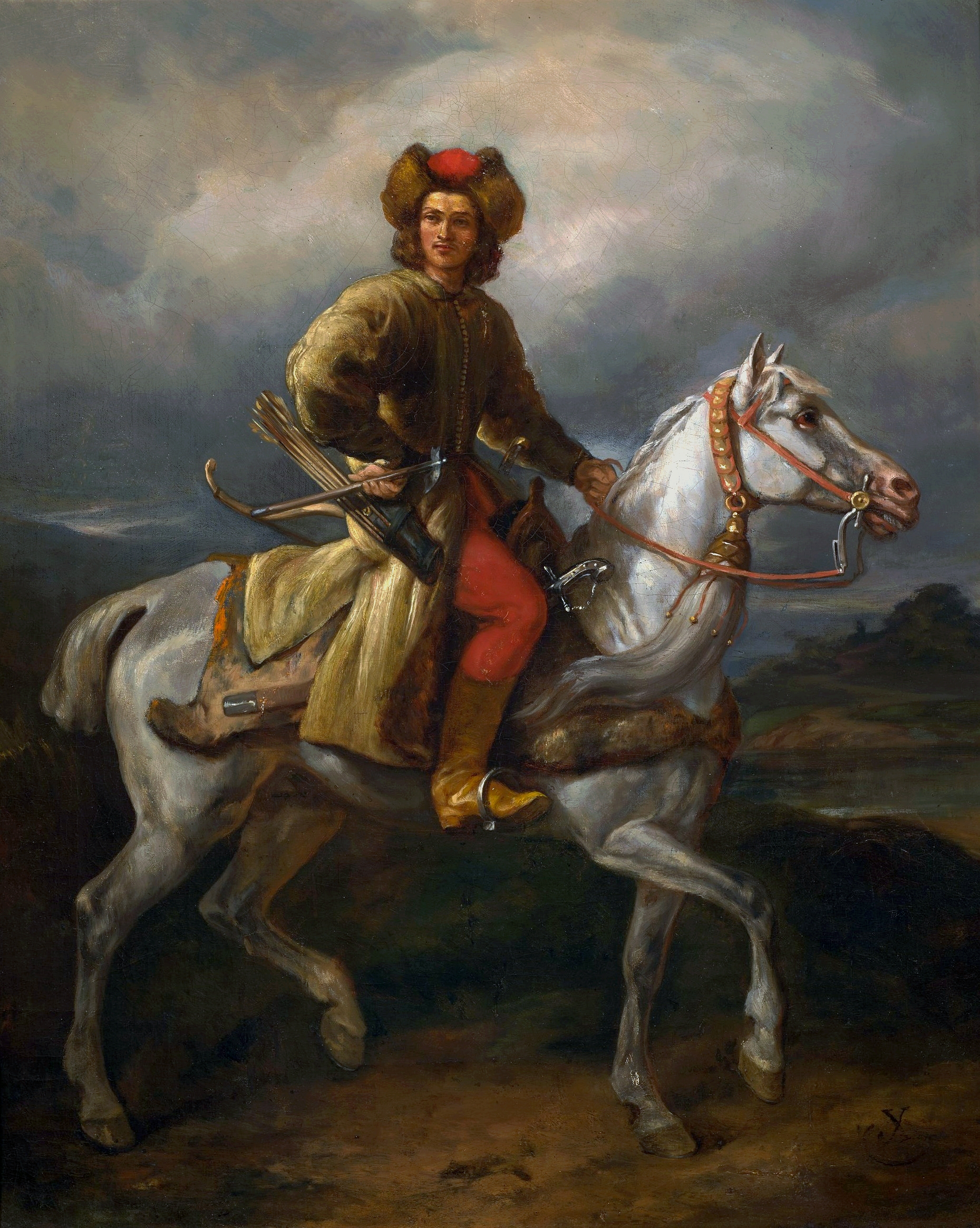
Lisowczyk - pintura de Juliusz Kossak, circa 1860-65, inspirada por la pintura de Rembrandt.

La Lisowczycy (también conocida como Straceńcy ('hombres perdidos' o 'tropa perdida') o chorągiew elearska (compañía de aliados); o en singular: Lisowczyk o elear) es el nombre de una unidad irregular de caballería ligera polaco-lituana. La Lisowczycy tomó parte en muchas batallas a lo largo de Europa y los relatos históricos de la época nos los presentan como extremadamente ágiles, belicosos y sanguinarios. Sus números variaron con el tiempo, desde unos pocos centenares a varios miles.
El origen del grupo puede remontarse a la konfederacja (motín semilegal de fuerzas del rey, practicada en el Reino de Polonia y posteriormente en la Mancomunidad) organizada alrededor de 1604 por Aleksander Józef Lisowski. Comenzaron a incrementar su fuerza y fama unos años después, cuando los tropas irregulares de Lisowski fueron incorporadas a las fuerzas que luchaban en Moscovia. La unidad Lisowczycy de caballería polaca (chorągiew) no recibía salarios normales, sino que en su lugar se les permitía saquear y someter a pillaje tanto como quisieran.
En la batalla confiaban en su velocidad y luchaban sin formaciones, buscando alimento suministros de las tierras por donde pasaban. Se ganaron una dudosa reputación debido a los alcances de las atrocidades que llevaron a cabo (pillaje, violaciones y asesinatos, etc.). No obstante, eran respetados por sus enemigos por sus habilidades militares. No dudaban en saquear ni siquiera en su patria de origen, donde saquearon la universidad de la Hermandad polaca, la Akademia Rakowska. Estas acciones, entre otras razones, les valieron que el rey polaco Segismundo III Vasa hiciera lo posible para por mantenerlos lejos de la Mancomunidad.
La Lisowczycy tomó parte en muchos conflictos, incluyendo las Dimitríadas en las que sus acciones ayudan a explicar el cartel en la ciudad rusa de Zagorsk (al noroeste de Moscú) que lamentaba: la llegada de las tres plagas: tifus, tártaros y polacos, y en la batalla de la Montaña Blanca (donde fueron esenciales al levantar el asedio transilvano de Viena y en la derrota bohemia). Fueron disueltos finalmente en 1635.
Un relato de las proezas de la Lisowczycy fue escrito por su capellán Wojciech Dembołęcki (o Wojciech Debolecki), Przewagi Elearów polskich co ich niegdy Lisowczykami zwano (1619-1623) (Hechos de los elear una vez conocidos como la Lisowczycy (1619-1623)).

## Historia

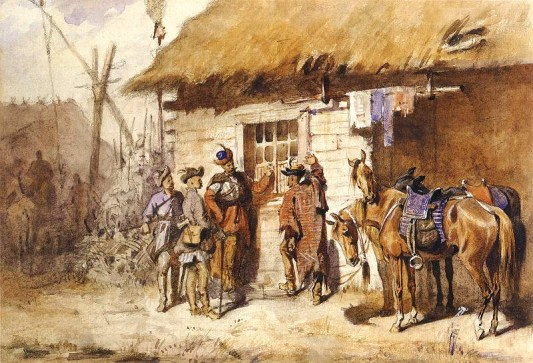
Lisowczycy en la posada - obra de Józef Brandt.

### Prólogo: lakonfederacja
En 1604, durante las primeras fases de la guerra polaco-sueca, el Sejm de la Mancomunidad no logró reunir el dinero necesario para pagar a los soldados que luchaban en Livonia contra los suecos. Aleksander Józef Lisowski se convirtió en el líder de la resultante konfederacja - una sección del ejército que se amotinó y decidió obtener su salario mediante el saqueo de los civiles locales, sin importarles sin estos rendían pleitesía a Polonia o a Suecia. Aunque esto irritó al comandante polaco, el hetman Jan Karol Chodkiewicz, y resultó en la expulsión de Lisowski de la Mancomunidad, poco se hizo para detener a los amotinados. Poco después tomarían parte en la rebelión de Sandomierz o rebelión de Zebrzydowski contra las tendencias absolutistas del rey polaco Segismundo III Vasa.

### Prueba de sangre: lasDimitríadas
Finalmente, después de que las fuerzas rebeldes fueran derrotadas en la Batalla de Guzow, a Lisowski le empeora la suerte y se convierte en persona non grata en la mayor parte de la Mancomunidad, y fue forzado a buscar refugio con la poderosa familia Radziwill. Mientras tanto, se iniciaba el Período Tumultuoso de Moscovia, y Lisowski no quiso perder la oportunidad de sacar provecho del conflicto, como ya habían hecho otros magnates y nobles, interviniendo en los asuntos rusos. Decidió que su mejor opción era apoyar al impostor Dimitri II.
En 1608, juntamente con Aleksander Kleczkowski, liderando sus fuerzas -una banda de unos pocos cientos de soldados de fortuna, principalmente polacos, lituanos, cosacos del Don, rutenos, tártaros, alemanes y suecos- derrotó al ejército del zar Vasili Shuiski, liderado por Zajari Liapunov e Iván Jovanski, cerca de Zaraisk y capturó Mijáilov y Kolomna, bloqueando Moscú. No obstante, sería prontamente derrotado en Niedźwiedzi Bród, perdiendo la mayor parte del botín. Se reorganizó con el ejército de Jan Piotr Sapieha, pero no lograron hacer caer la fortaleza del Monasterio de la Trinidad y de San Sergio y fueron forzados a retirarse cerca de Rajmantsevo. Saquearon con éxito Kostromá, Soligálich, y algunas otras ciudades (estas batallas tuvieron lugar entre 1608 y 1609). Tomó Pskov en 1610, enfrentándose a los suecos que operaban en Moscovia durante la Guerra de Ingria. La Lisowczycy se mostró esencial en la defensa de Smolensk de 1612, donde la mayoría del ejército regular polaco, los wojsko kwarciane, se amotinaron y se unieron a la Confederación de Rohatyn. Durante los próximos tres años, las tropas de Lisowski fueron importantes en la defensa de la frontera polaca contra las incursiones moscovitas. En 1615 Lisowski reunió a varios criminales e invadió Moscovia con seis compañías de caballería. Sitió Briansk y derrotó a los refuerzos rusos de unos pocos miles de hombres al mando del kniaz Dimitri Pozharski, quien decidió no atacar a las fuerzas fortificadas en un campamento. Los hombres de Lisowski perdieron el contacto con el resto de fuerzas, quemando Beliov y Lijvin, tomó también Peremyshl, se volvió al norte, derrotó a un ejército moscovita en Rzhev, girando hacia la costa del Mar de Kara, hacia Kashin, quemó Torzhok, y volvió a Polonia sin ningún contacto con otra tropa moscovita. Hasta finales de otoño de 1616, Lisowski y sus fuerzas permanecieron en la frontera polaco-moscovita, donde Lisowski cayó enfermo para morir el 11 de octubre.

### Muerte de Lisowski, nacimiento de losLisowczyks

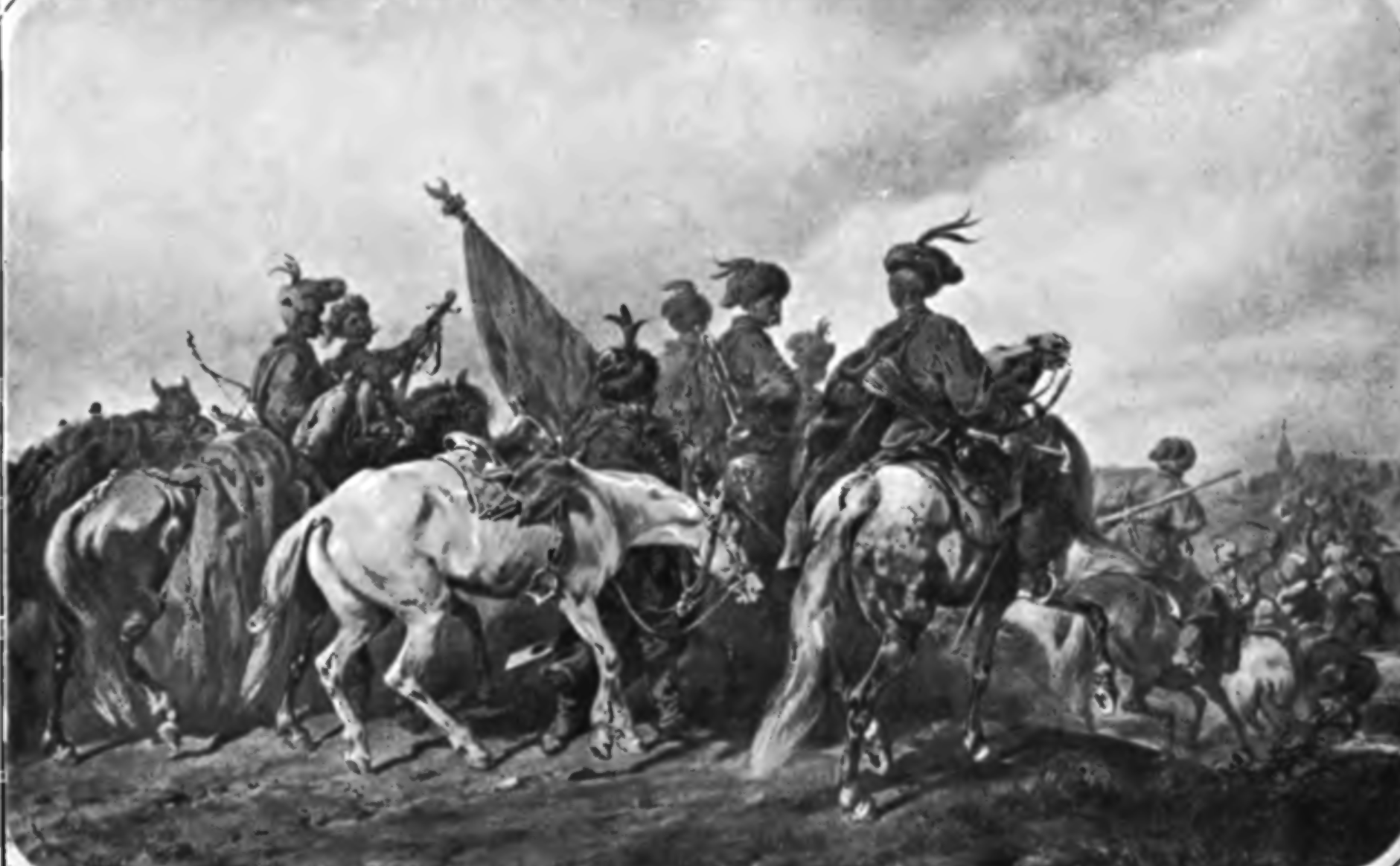
Lisowczycy en el Rin.

El nombre de Lisowczycy fue llevado por las tropas después de la muerte de Lisowski. A pesar de este hecho, siguieron siendo una amenaza significativa: en 1616 capturaron Kursk y derrotaron a las tropas rusas en Bóljov, en 1617 liberaron Smolensk del asedio moscovita -las fuerzas invasoras se retiraron a Biała tan pronto como recibieron la noticia de que la Lisowczycy, entonces bajo el mando de Stanisław Czapliński, estaban en los alrededores. Cuando Czapliński murió en Kaluga, Lisowczycy eligieron a Walenty Rogowski como nuevo comandante. Acompañaron a las fuerzas de Vladislao en 1617, y mientras él se retiraba, se dice que llegaron tan adentro que arribaron al río Obi, donde se supone que quedaron impresionados por una estatua gigante dorada (posiblemente un Buda, aunque también se puede asociar al mito de la Zlota Baba).

### Diablos en el Sacro Imperio

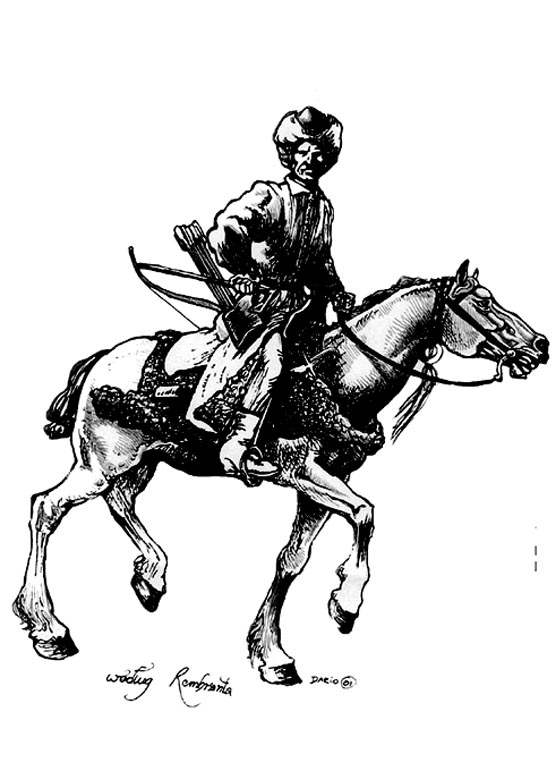
Lisowczyk. Otra imagen, más moderna, basada en la obra de Rembrandt. Obra de Dariusz T. Wielec.

Desde 1619, la Lisowczycy, guarnecida en Kowno fue enviada por Segismundo III a ayudar a Fernando II de Habsburgo Emperador del Sacro Imperio Romano Germánico contra los protestantes en la Guerra de los Treinta Años. Bajo el mando de Walenty Rogowski, derrotaron a las fuerzas translivanas lideradas por George I Rákóczi en la Batalla de Zavada y en la Batalla de Humienne en noviembre de ese año. Después de la victoria, se dedicaron a su pasatiempo tradicional, saqueando las tierras cercanas, matando incluso a niños y perros, como recuerdan las crónicas contemporáneas. Fue entonces cuando se ganaron su nuevo sobrenombre: Jinetes del Apocalipsis.
En ese momento la Lisowczycy se dividió: una parte, con Rogowski, decidió volver a Polonia, saqueando los altiplanos húngaros (Magyar Felvidék, desde 1920 es llamado Eslovaquia) en su camino. Otros, bajo el mando de Jarosz Kleczkowski, permanecieron al servicio del emperador durante unos años más. Después de la muerte de Kleczkowski (4 de marzo de 1620) en la Batalla de Krems, Stanisław Rusinowski se convirtió en el nuevo comandante de la Lisowczycy.Bajo Rusinowski, la Lisowczycy tomó parte en la batalla de la Montaña Blanca (8 de noviembre) en la que capturaron veinte estandartes. El 7 de mayo de 1621, el Emperador les pagó sus salarios y los liberó de servicio, debido a las numerosas quejas por su comportamiento. Algunos de los Lisowczyks volvieron a Polonia, otros se fueron a servir a Maximiliano I, Elector de Baviera.

### Cecora y Chocim (Jotyn)
La Lisowczycy luchó en las guerras entre la Mancomunidad y el Imperio otomano, al menos en la última fase de las Guerras de los Magnates de Moldavia.
- Batalla de Cecora
- Batalla de Chocim

## Epílogo
Después de que finalizara el conflicto con los otomanos, muchos Lysowczyks, bajo el mano entonces de Stanisław Stroynowski, fueron empleados por los alemanes durante el caos de la Guerra de los Treinta Años, la mayor parte al servicio del emperador católico]], contra sus enemigos protestantes. Su indisciplina y saqueos fueron legendarios, devastando las cercanas tierras del Sacro Imperio Romano Germánico, especialmente Silesia. La población local a menudo creía que estaba siendo atacado por hordas tártaras o bárbaros no europeos. Finalmente, después de que los franceses renunciaran a utilizarles, y así lo hicieran otros bandos del conflicto, Stroynowski, en 1622 decidió disolver definitivamente la unidad y volver a la Mancomunidad.
Sin embargo, la mayoría de sus miembros formaron bandas de bandidos, saqueando el campo polaco y alemán y quemando la ciudad de Radomsko. Condenados por los szlachta y por la mayoría de los semjik, fueronsiendo capturados por los gobiernos locales y milicias. El grupo de Stroynowski fue destruido en 1624, y él mismo fue ejecutado dos años después.
La última vez que un regimiento que usara el nombre de Lisowczycy tomó parte en una guerra de importancia fue a finales de la década de 1620, cuando fueron temporalmente reconstituidos para luchar en el continuado conflicto polaco contra los suecos en la Prusia polaca, una nueva etapa de la Guerra Polaco-Sueca -el mismo conflicto en el que se formó la unidad. Esta Lisowczycy fue disuelta finalmente por un decreto del Sejm en 1636.